# Václav Janovský
Václav Janovský (* 29. srpna 1931, Praha) je bývalý český fotbalista, obránce.

## Fotbalová kariéra
S fotbalem začínal ve Vršovicích v AFK Valdes Praha, odkud v roce 1944 jako starší žák přešel do vršovického Ďolíčku. V československé lize nastoupil v 91 utkáních. Hrál za Bohemians Praha (1958–1964). Ligovou kariéru zakončil v roce 1964, kdy využil zmírnění politické situace a odešel hrát fotbal do Ameriky, kde několik let působil v krajanském klubu Sparta Chicago. V Chicagu se usadil nastálo.

## Ligová bilance
| Ročník                                   | Zápasy | Góly | Klub                     |
| ---------------------------------------- | ------ | ---- | ------------------------ |
| 1. československá fotbalová liga 1958/59 | 18     | 0    | Spartak Praha Stalingrad |
| 1. československá fotbalová liga 1959/60 | 10     | 0    | Spartak Praha Stalingrad |
| 1. československá fotbalová liga 1960/61 | 16     | 0    | Spartak Praha Stalingrad |
| 1. československá fotbalová liga 1961/62 | 19     | 0    | ČKD Praha                |
| 1. československá fotbalová liga 1962/63 | 10     | 0    | ČKD Praha                |
| 1. československá fotbalová liga 1963/64 | 13     | 0    | ČKD Praha                |
| 1. československá fotbalová liga 1964/65 | 5      | 0    | Bohemians Praha          |
| CELKEM                                   | 91     | 0    |                          |